# Manuel Braga Gastal
Manuel Braga Gastal (10/08/1916 — 1/04/2007) foi um político brasileiro.
Foi eleito deputado estadual, pelo PL, para a 39ª e 40ª Legislaturas da Assembleia Legislativa do Rio Grande do Sul, de 1955 a 1963.